# Chthonius ressli
Chthonius ressli es una especie de arácnido  del orden Pseudoscorpionida de la familia Chthoniidae.

## Distribución geográfica
Se encuentra en Francia, Austria y en  Italia.